# Коутс, Джойс
Джойс Памела Коутс (англ. Joyce Pamela Coates; род. 14 декабря 1939 года, Ливерпуль) — британская фигуристка, выступавшая в парном разряде. В паре с Энтони Холлсом она —  двукратный бронзовый призёр чемпионатов Европы, четырёхкратная чемпионка Великобритании, чемпионка мира среди профессионалов 1962. 

## Результаты выступлений
| Соревнования              | 1956 | 1957 | 1958 | 1959 |
| ------------------------- | ---- | ---- | ---- | ---- |
| Зимние Олимпийские игры   | 10   |      |      |      |
| Чемпионаты мира           | 7    | 5    | 4    |      |
| Чемпионаты Европы         | 4    | 5    | 3    | 3    |
| Чемпионаты Великобритании | 1    | 1    | 1    | 1    |